# Graf DK 1

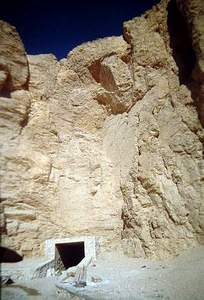
Ingang van het graf.

Graf DK 1 was de rustplaats van Farao Ramses VII, een vorst uit de 20e dynastie van het oude Egypte. Het graf is al open vanaf de oudheid, maar is nooit behoorlijk bekeken en ook nooit afgemaakt.

## Het graf van Ramses VII
Het graf is gehakt in het noordwesten van een heuvel van de Vallei der Koningen. Het graf gaat van de opening schuin naar beneden, waar een gang naar de kamer gaat waar de sarcofaag staat. Achterin bevindt zich een kamer die nooit is afgemaakt. De muren bevatten schilderingen van diverse boeken. Het boek van de poorten, van de grotten, boek van de aarde en het openingsritueel.
Doordat de tombe vanaf de klassieke oudheid open is, bevat de tombe veel graffiti. Er zijn 135 stuks Griekse, een paar demotische, koptische en negentiende-eeuwse graffiti. Doordat er ook koptische gravures zijn gevonden in het graf is het aannemelijk dat er monniken hebben geleefd.
De conditie van het graf is belabberd, er zijn scheuren in de wanden. Het pleister is intact als het niet is aangetast door graffiti. De schilderingen zijn goed maar de blauwe kleuren worden minder.